# Johan Ejdepalm
Johan Ejdepalm, född 4 januari 1982 i Uppsala, är en svensk före detta professionell ishockeyspelare.